# Milivoj Špika
Milivoj Špika (Trogir, 4. travnja 1959.), hrvatski političar i predsjednik stranke Blok umirovljenici zajedno.
Profesor kineziologije, prvak Europe u full contactu 1980., pobjednik Svjetskog kupa - prvenstva u Hong Kongu 1982. Bivši dogradonačelnik i predsjednik Gradskog vijeća Trogira i zastupnik u Skupštini grada Zagreba.
Milivoj Špika rođen je u Trogiru gdje je završio osnovnu školu. Srednju školu završio je u Segetu Donjem, a diplomirao kao prvi u klasi s najvišom ocjenom 1982. na Fakultetu za fizičku kulturu u Zagrebu. 
Obnašao je dužnosti člana poglavarstva, dogradonačelnika, vijećnika i predsjednika Gradskog vijeća Trogira. Od studenog 2010. predsjednik BUZ-a. Od svibnja 2013. do 2017. godine zastupnik u Skupštini grada Zagreba.  
Bio je aktivan sportaš od 1974. do 1985, nositelj crnog pojasa 4. DAN u full contactu. U tom sportu bio je višestruki prvak Jugoslavije 1980-85, prvak Europe 1980 (London), dva puta doprvak Europe, te pobjednik Svjetskog prvenstva - kupa u Hong Kongu 1982.
Jedan je od pokretača akcije "Mare nostrum Croaticum", košarkaške škole "Dražen Petrović" u Trogiru, pokrenuo je TV studio Trogir i jednu od prvih mrežnih televizija u Hrvatskoj, Televizije Trogir. 
Bio zaposelnik u srednjoj strukovnoj školi u Trogiru kao profesor, tajnik SOFK-a Trogir, vodio privatnu tvrtku, bio ravnatelj POU u Trogiru, Radio u ŽUC-u Zagrebačke županije, trenutno zaposelnik u SSGZ na radno mejstu Pomoćnik glavnog tajnika za sportski program.  
Sudjelovao je kao savjetnik za odnose s javnošću u predizbornim kampanjama HSS-a 2003. i HSU-a 2007., BUZ-a 2011.  
Dugi niz godina objavljuje tekstove i AV radove na više internet stranica, autor je i mnogih TV reportaža. 
Dragovoljac Domovinskog rata od kolovoza 1990. 
Dugogodišnji član organizacije "Mensa".
Na parlamentarnim izborima 2015. izabran je za zastupnika u Hrvatskom saboru.